# Bottmingen
Bottmingen är en ort och kommun i distriktet Arlesheim i kantonen Basel-Landschaft, Schweiz. Kommunen har 6 995 invånare (2023).